# Марли, Анна Юрьевна
Анна Марли́ (фр. Anna Marly, полное имя Анна Юрьевна Смирнова-Марли, при рождении Бетулинская; 17 [30] октября 1917, Петроград — 15 февраля 2006, Палмер, Аляска) — французская певица и автор песен. Стала известна после написания «Песни партизан», ставшей неофициальным гимном Французского Сопротивления во время Второй мировой войны.

## Биография
Анна Юрьевна Бетулинская родилась 30 октября 1917 года в малорусской дворянской семье в Петрограде в дни Октябрьской революции. Со стороны отца состояла в родстве с Михаилом Лермонтовым, Николаем Бердяевым и Петром Столыпиным. Её мать, Мария Михайловна Алфераки (1886—1982), дочь М.Н.Алфераки, родом из греческо-русской дворянской семьи, жившей в Таганроге, во Дворце Алфераки. В 1918 году отец Анны Юрий Андреевич Бетулинский (род. 1888) был арестован и расстрелян, когда дочери не было и года. Мать с двумя дочерьми Мариной и Анной и их няней Натальей Степановной Муратовой бежала из России через финскую границу, жили в Териоки, и через некоторое время семья обосновалась на юге Франции — в Ментоне, в Русском доме, бывшем госпитале русских моряков. Анна и ее старшая сестра Марина учились в русской школе «Александрино», созданной в Ницце для детей эмигрантов. Там же Анна она занималась танцами у Юлии Седовой, о которой впоследствии вспоминала: 
На занятиях Юлии Николаевны Седовой <…> была железная дисциплина балета. Я ломала свое тело до боли под звуки музыки Чайковского или Шопена. Вся моя жизнь преобразилась, ведь балет — это особенный мир! Седова готовила меня на па-де-де Петипа из «Синей птицы». Это был когда-то её коронный номер, она даже подарила мне свой костюм и тиару…

—  Хайретдинова А. С. Почти анонимный шедевр // Московский журнал. — 2016. — №11. — С.36 (из кн. Анны Марли «Певец Свободы». — М., 1993).
В то же время она брала уроки у русского композитора Сергея Сергеевича Прокофьева. В 17 лет, окончив школу и переехав в пригород Парижа Мёдон, она начала выступать в парижском кабаре «Шехерезада»; в 1936 году её приняли во французское Общество авторов и композиторов (САСЕМ). Поскольку фамилия Бетулинская была слишком труднопроизносима для французов она взяла себе псевдоним «Марли», случайно выбранный ею из телефонной книги.
В 1937 году в Париже, на конкурсе красоты «Мисс Россия», членами жюри которого были Серж Лифарь, В. И. Немирович-Данченко, К. А. Коровин, Н. А. Тэффи, Анна получила титул «Вице-мисс России».
После оккупации Франции нацистами в 1940 году Марли вместе со своим мужем, голландским дипломатом бароном ван Доорном, уехала в Лондон.

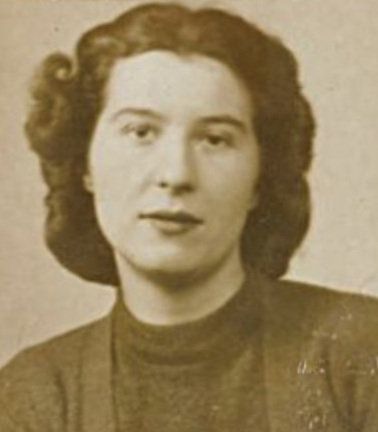
Анна Марли в 1942 году

В 1943 году видный деятель французского Сопротивления Эмманюэль д’Астье де Ла Вижери (Emmanuel d’Astier de La Vigerie) во время своего визита в Лондон услышал «Песню партизан» в исполнении Анны Марли на русском языке. Он попросил писателей Жозефа Кесселя и его племянника Мориса Дрюона, которые приехали вместе с ним, сочинить французский текст песни. «Песня партизан» стала гимном французского Сопротивления как в самой Франции, так и в Британии. «Песня партизан» достигла такой популярности, что по окончании войны её предлагали сделать национальным гимном Франции. Однако лавры за написание песни достались Кесселю и Дрюону, авторство оригинального текста было признано за Марли лишь спустя несколько лет.
Свой талант Вы превратили в оружие для Франции.Генерал Шарль де Голль
К концу войны Марли присоединилась к Entertainments National Service Association, она исполняла свои песни перед солдатами союзников по всей Англии. Марли развелась с мужем и вскоре вышла замуж за русского эмигранта, инженера-металлурга Юрия Александровича Смирнова, с которым познакомилась на гастролях в Южной Америке, потом они перебрались в США и в конце концов, получили американское гражданство. Они жили в Пенсильвании, где её муж был профессором. После его выхода на пенсию их потянуло в Ричфилд-Спрингс в штате Нью-Йорк из-за русского православного монастыря, единственного подобного монастыря в Северной Америке. Там похоронен её муж; вскоре после его смерти она переехала в Лейзи-Маунтин на Аляске.
В знак признания значения «Песни партизан», в 1985 году, во время празднования 40-й годовщины освобождения Франции Марли была награждена Орденом Почётного легиона.
Помимо «Песни партизан», Анна Марли — автор более 300 песен, в числе которых «Песня на три такта» (Une chanson à trois temps), исполненная Эдит Пиаф, «Исповедь партизана» (La Complainte du partisan), которую пели, в частности, Джоан Баез и Леонард Коэн. В 2004 году в Москве вышел сборник А. Ю. Смирновой-Марли «Дорога домой».